# Peperomia doellii
Peperomia doellii är en pepparväxtart som beskrevs av Rodolfo Amando Philippi. Peperomia doellii ingår i släktet peperomior, och familjen pepparväxter. Inga underarter finns listade i Catalogue of Life.